# ماروین هارت
ماروین هارت (انگلیسی: Marvin Hart; ۱۶ سپتامبر ۱۸۷۶ – ۱۷ سپتامبر ۱۹۳۱) بوکسور اهل ایالات متحده آمریکا بود.